# Peter Brötzmann

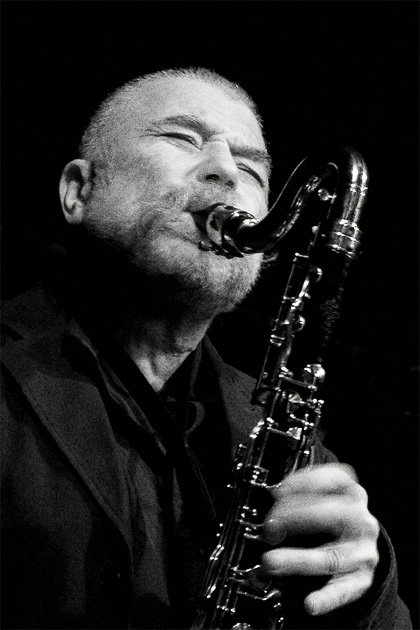
Peter Brötzmanns met basklarinet (2006)

Peter Brötzmann (Remscheid, 6 maart 1941 – Wuppertal, 22 juni 2023) was een Duitse freejazzsaxofonist.
Met onder anderen Evan Parker, Han Bennink, Peter Kowald, Willem Breuker en Fred Van Hove nam hij in 1968 het vermaarde freejazzalbum Machine Gun op.
Eind jaren tachtig en begin jaren negentig vormde Peter Brötzmann met muzikanten Bill Laswell, Sonny Sharrock en Shannon Jackson de freejazz/noiserock-band Last Exit. Samen met onder meer de saxofonisten Ken Vandermark en Mats Gustafsson speelt hij sinds 1997 in het Peter Brötzmann Chicago Tentet. Tevens was hij actief in het kwartet Die Like A Dog met Toshinoro Kondo, William Parker en Hamid Drake.
Hij overleed, 82 jaar, thuis in Wuppertal.